# Tištín
Tištín – miasteczko w Czechach, w powiecie Prościejów, w kraju ołomunieckim. Według danych z dnia 1 stycznia 2012 liczyło 511 mieszkańców.
Status miasteczka odzyskano w 2007 roku.